# Wimbledon 1913
De 37e editie van het Britse grandslamtoernooi, Wimbledon 1913, werd gehouden van maandag 23 juni tot en met vrijdag 4 juli 1913. Voor de vrouwen was het de 30e editie van het Britse graskampioenschap. Het toernooi werd gespeeld op de toenmalige locatie aan de Worple Road bij de All England Lawn Tennis and Croquet Club in de wijk Wimbledon van de Britse hoofdstad Londen.
Zoals toen gebruikelijk was, speelden de spelers om de titelverdediger uit te dagen in de finale "challenge round". In het vrouwendubbel en gemengddubbel werd de challenge round niet toegepast.
Voor eerste maal waren het vrouwendubbel en het gemengddubbel onderdeel van het programma.

## Belangrijkste uitslagen
Mannenenkelspel

Finale: Anthony Wilding (Nieuw-Zeeland) won van Maurice McLoughlin (Verenigde Staten) met 8–6, 6–3, 10–8 
Vrouwenenkelspel

Finale: Dorothea Douglass-Chambers (Verenigd Koninkrijk) won van Winifred McNair (Verenigd Koninkrijk) met 6–0, 6–4 
Mannendubbelspel

Finale: Herbert Barrett (Verenigd Koninkrijk) en Charles Dixon (Verenigd Koninkrijk) wonnen van Heinrich Kleinschroth (Duitsland) en Friedrich Rahe (Duitsland) 6–2, 6–4, 4–6, 6–2 
Vrouwendubbelspel

Finale: Dora Boothby (Verenigd Koninkrijk) en Winifred McNair (Verenigd Koninkrijk) wonnen van Charlotte Cooper-Sterry (Verenigd Koninkrijk) en Dorothea Douglass-Chambers (Verenigd Koninkrijk) met 4-6, 2-4, opgave 
Gemengd dubbelspel

Finale: Agnes Tuckey (Verenigd Koninkrijk) en Hope Crisp (Verenigd Koninkrijk) wonnen van Ethel Larcombe (Verenigd Koninkrijk) en James Cecil Parke (Verenigd Koninkrijk) met 3–6, 5–3 opgave 
Een juniorentoernooi werd voor het eerst in 1947 gespeeld.
1877 · 1878 · 1879 · 1880 · 1881 · 1882 · 1883 · 1884 · 1885 · 1886 · 1887 · 1888 · 1889 · 1890 · 1891 · 1892 · 1893 · 1894 · 1895 · 1896 · 1897 · 1898 · 1899 · 1900 · 1901 · 1902 · 1903 · 1904 · 1905 · 1906 · 1907 · 1908 · 1909 · 1910 · 1911 · 1912 · 1913 · 1914 · 1915–1918 · 1919 · 1920 · 1921 · 1922 · 1923 · 1924 · 1925 · 1926 · 1927 · 1928 · 1929 · 1930 · 1931 · 1932 · 1933 · 1934 · 1935 · 1936 · 1937 · 1938 · 1939 · 1940–1945 · 1946 · 1947 · 1948 · 1949 · 1950 · 1951 · 1952 · 1953 · 1954 · 1955 · 1956 · 1957 · 1958 · 1959 · 1960 · 1961 · 1962 · 1963 · 1964 · 1965 · 1966 · 1967
↓ open tijdperk ↓
1968 (m-v-md-vd-gd) · 1969 (m-v-md-vd-gd) · 1970 (m-v-md-vd-gd) · 1971 (m-v-md-vd-gd) · 1972 (m-v-md-vd-gd) · 1973 (m-v-md-vd-gd) · 1974 (m-v-md-vd-gd) · 1975 (m-v-md-vd-gd) · 1976 (m-v-md-vd-gd) · 1977 (m-v-md-vd-gd) · 1978 (m-v-md-vd-gd) · 1979 (m-v-md-vd-gd) · 1980 (m-v-md-vd-gd) · 1981 (m-v-md-vd-gd) · 1982 (m-v-md-vd-gd) · 1983 (m-v-md-vd-gd) · 1984 (m-v-md-vd-gd) · 1985 (m-v-md-vd-gd) · 1986 (m-v-md-vd-gd) · 1987 (m-v-md-vd-gd) · 1988 (m-v-md-vd-gd) · 1989 (m-v-md-vd-gd) · 1990 (m-v-md-vd-gd) · 1991 (m-v-md-vd-gd) · 1992 (m-v-md-vd-gd) · 1993 (m-v-md-vd-gd) · 1994 (m-v-md-vd-gd) · 1995 (m-v-md-vd-gd) · 1996 (m-v-md-vd-gd) · 1997 (m-v-md-vd-gd) · 1998 (m-v-md-vd-gd) · 1999 (m-v-md-vd-gd) · 2000 (m-v-md-vd-gd) · 2001 (m-v-md-vd-gd) · 2002 (m-v-md-vd-gd) · 2003 (m-v-md-vd-gd) · 2004 (m-v-md-vd-gd) · 2005 (m-v-md-vd-gd) · 2006 (m-v-md-vd-gd) · 2007 (m-v-md-vd-gd) · 2008 (m-v-md-vd-gd) · 2009 (m-v-md-vd-gd) · 2010 (m-v-md-vd-gd) · 2011 (m-v-md-vd-gd) · 2012 (m-v-md-vd-gd) · 2013 (m-v-md-vd-gd) · 2014 (m-v-md-vd-gd) · 2015 (m-v-md-vd-gd) · 2016 (m-v-md-vd-gd) · 2017 (m-v-md-vd-gd) · 2018 (m-v-md-vd-gd) · 2019 (m-v-md-vd-gd) · 2020 · 2021 (m-v-md-vd-gd) · 2022 (m-v-md-vd-gd) · 2023 (m-v-md-vd-gd) · 2024 (m-v-md-vd-gd)
Lijst van Wimbledonwinnaars · Toernooien per editie